# 登入
登入（英語：login），计算机术语，登出的相反行为，指向需要表明操作身份的电脑系统内输入自己的身份证明（用户名或帐号）和个人专有证明（密码）并提交给系统，以便系统登记此行为并提供相应的服务和操作权限。
很多电脑系统——如图书馆读者借阅管理系统、BBS、网络游戏——都有对应的用户认证操作系统，从而必定存在登入和登出行为。当然，登入行为并不是必定操作行为，只要系统允许匿名操作，就可以绕过登入行为操作系统。
一般来说，登录界面会有用来输入帐号和密码的输入框及登錄按鈕，也会有申请與找回帳號的按鈕或連接。